# مرادآباد (سیب و سوران)
مرادآباد، روستایی در دهستان شندان بخش مرکزی شهرستان سیب و سوران در استان سیستان و بلوچستان ایران است. این روستا، مرکز دهستان شندان است.

## جمعیت
بر پایه سرشماری عمومی نفوس و مسکن در سال ۱۳۹۵، جمعیت این روستا برابر با ۲۸۲ نفر (۶۱ خانوار) بوده‌است.